# Carlos Pascual de Lara
Carlos Pascual de Lara (Madrid, 10 de febrero de 1922 – ibídem, 28 de febrero de 1958) fue un pintor español de la llamada segunda Escuela de Vallecas, reunida en el Madrid de la posguerra en torno al paisajista manchego Benjamín Palencia. Iniciado en el dibujo y la ilustración, tuvo una notable evolución como muralista y escenógrafo.

## Biografía
Hijo de dos maestros nacionales, María Teresa de Lara y Ramón Pascual, hizo sus primeros estudios en el Centro Escolar «Andrés Manjón» (donde su padre era director) y el bachillerato elemental en el Instituto Calderón de la Barca. Al estallar la Guerra Civil, y tras recibir formación en la Escuela de Artes y Oficios –dibujo, cerámica y diseño–, donde llegaría a coincidir con Francisco San José y Enrique Núñez Castelo, comenzó a frecuentar Bellas Artes de Madrid, trasladada a la Biblioteca Nacional por encontrarse el frente en su antiguo emplazamiento de Moncloa. En la vetusta institución conoció al resto de compañeros con los que durante parte de su vida compartiría actividad artística, Álvaro Delgado y Gregorio del Olmo, además de los mencionados San José y Núñez Castelo, todos ellos pupilos de Daniel Vázquez Díaz, el primero en marcar su obra. Este grupo fue el que entre 1939 y 1942 materializó los místicos sueños visionarios del pintor Benjamín Palencia que lo había bautizado con el giottesco nombre de El Convivio y que más tarde sería conocido como "la Segunda Escuela de Vallecas", en cuyo taller trabajó Pascual de Lara dos años.
Alumno oficial de Bellas Artes desde 1941, al año siguiente es becado para viajar a Italia como participante del Concurso de Jóvenes Pintores Europeos, en el que recibiría un tercer premio. En 1943 participa en el Concurso Nacional de Figurines para Teatro convocado por el Teatro Español, y consigue el Primer Premio por sus diseños para «La vida es sueño»; como escenógrafo también hizo dos años más tarde los decorados, escenarios y figurines para la «Antígona» de Pemán, y el decorado del tercer acto de Don Juan Tenorio ( ya en 1956).
Bien instalado en la capital de España, Pascual de Lara repartía sus clases como profesor de Dibujo en el Liceo Francés y el Colegio de La Paloma (más tarde renombrado Instituto Virgen de la Paloma), con sus primeras colaboraciones en revistas (La Hora, Alférez, Ínsula, Correo Literario) y diarios comoABC, entre otros encargos artísticos. Compartía estudio en la calle del Barquillo con otros artistas, entre ellos el pintor Antonio Lago Rivera. Con este último participó en una exposición colectiva en Madrid en 1945, que luego tendría continuidad en los años 1948, 1949 y 1950 con otras muestras compartidas en la galería Buchholz de Madrid, punto de partida de la llamada Escuela de Madrid. En este capítulo hay que añadir su exposición individual abriendo la Sala Alfil de Madrid, y otras exposiciones de su obra en Granada, Almería, la quincena de Arte de la Universidad Internacional Menéndez Pelayo de Santander, y en el Ateneo madrileño. 
En 1949 siguió colaborando en La Estafeta Literaria, Cuadernos Hispanoamericanos, Poesía Española, Blanco y Negro, y pintó dos cuadros para la Capilla de la Orden del Centro de Colonización de Badajoz. Asimismo, contrajo matrimonio con Margarita Pérez Sánchez, antigua compañera de la Escuela. Inició la década de 1950 concursando en la Bienal valenciana y realizando murales de cerámica para dos iglesias de Madrid, una de ellas la Real Basílica de Nuestra Señora de Atocha. En 1951 participó en la primera edición madrileña de la Bienal Hispanoamericana de Arte con obras como "Navidad" o "Circo", dónde se le concedió el Premio de la Litografía.
Más importante fue el encargo de pintar el ábside del Santuario de Aránzazu en Guipúzcoa, al ganar en 1952 y junto a Néstor Basterretxea el concurso para la nueva decoración de la basílica, proyecto que finalmente no pudo realizar por la oposición de la Comisión Pontificia de Arte Sacro. Ese mismo año participó en la Muestra del Grabado Español en Buenos Aires y en una exposición de Pintura en Lima. Al año siguiente es seleccionado para la Exposición de Arte Sacro en Londres, mientras paralelamente inaugura la sala de exposiciones del Ateneo madrileño; cerró 1953 con el Gran Premio de Dibujo de la Segunda Bienal Hispanoamericana de Arte, celebrada en La Habana, y concluyendo unos murales para la iglesia de Alarilla, en la provincia de Guadalajara.
En 1955 tuvo lugar un hecho determinante quizá en su vida, al ganar el concurso convocado por la Dirección General de Bellas Artes para la decoración del Teatro Real de Madrid. Durante 1956 y mientras empieza a desarrollar el proyecto del Real pinta dos series de vitrales, para el Colegio Mayor Aquinas de Madrid y para la Universidad Laboral de Gijón.
Siguiendo esa tónica de trabajo y reconocimientos, 1957 sería un año especialmente activo. Pintó el techo de la Caja Postal de Ahorros de la capital orensana, y en noviembre se traslada a la Residencia de Pintores de Segovia, para dedicarse de lleno al encargo del Teatro Real, sin dejar su trabajo de caballete ni sus colaboraciones en revistas y diarios. Se encontraba en Segovia cuando, el 28 de febrero de 1958 sufrió un derrame cerebral que, trasladado a la Clínica de la Concepción de Madrid, le ocasionaría la muerte el 3 de marzo, a los 36 años de edad. Dejó mujer un niño de siete años.

## Obra en museos
Tiene obra en el Centro de Arte Reina Sofía, el Instituto Valenciano de Arte Moderno (IVAM).